# Serra de Montsià
Serra de Montsià (en catalan :Serra de Montsià; espagnol : Sierra de Montsiá) est un site d'importance communautaire (SIC) situé dans la province de Tarragone, Catalogne, Espagne.  Il est situé au sud de Terres de l'Ebre. Cet espace naturel près de la côte, en dépit de la forte présence humaine qui a souffert et certains feu, reste intacte, de sorte qu'il a été inclus dans le Plan d'Espaces d'Intérêt Naturel de Catalogne (PEIN- 6-3-2000), qui donne des lignes pour protéger l'environnement naturel et paysager.
Il est une zone de basses montagnes qui se dressent entre les plaines de Alt Camp et Baix Penedès. Correspond précisément à l'extrémité sud de la cordillère prélittorale catalane. L'Accord de gouvernement 112/2006 du 5 septembre 2006, par lequel désigner des ZPS et des SIC est approuvée.

## Situation
Administrativement la Serra de Montsià est divisé entre les municipalités: 
- Alcanar
- Ulldecona
- Freginals
- Amposta
- Sant Carles de la Rapita

## Galerie

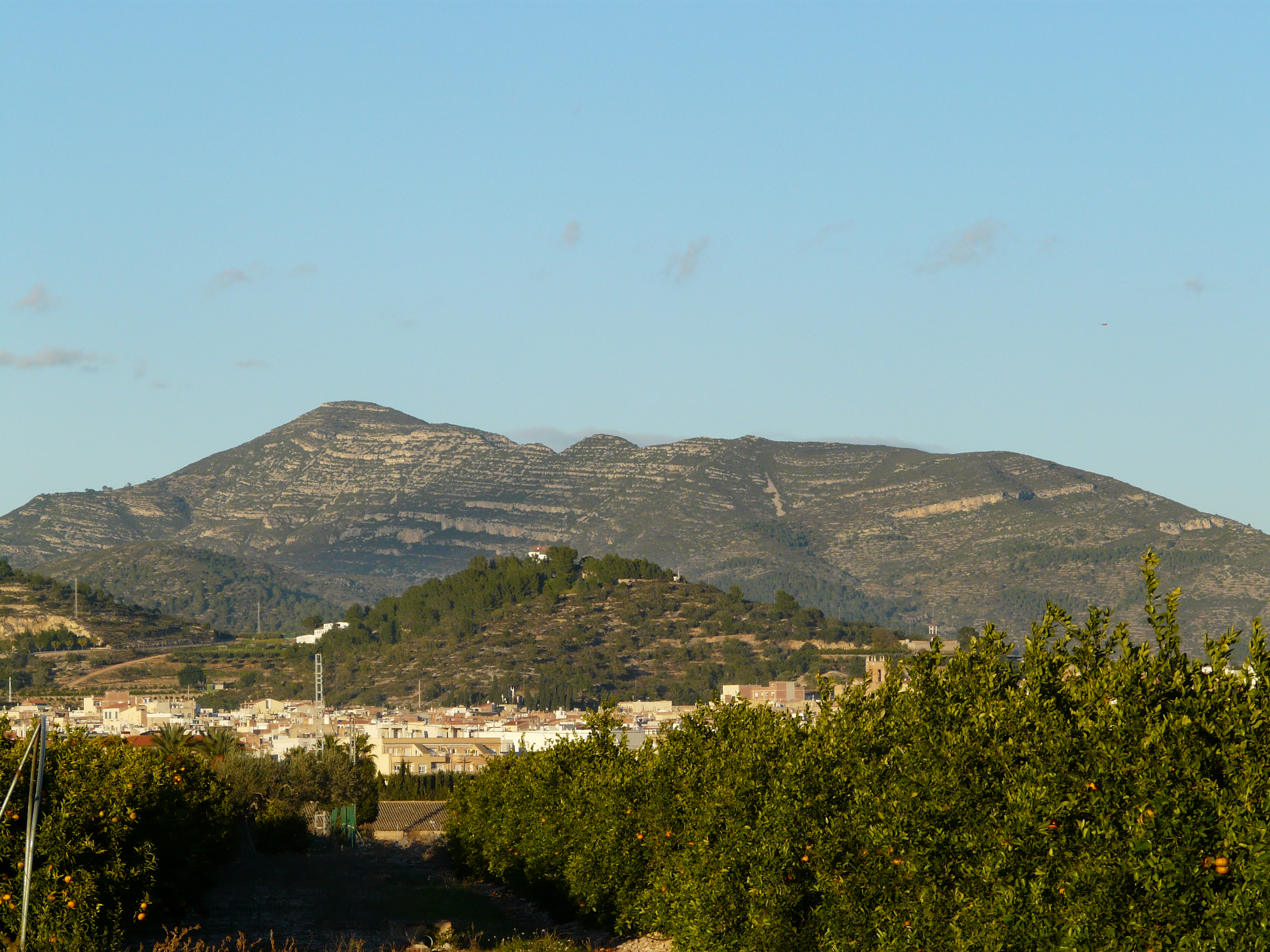
Serra de Montsià.
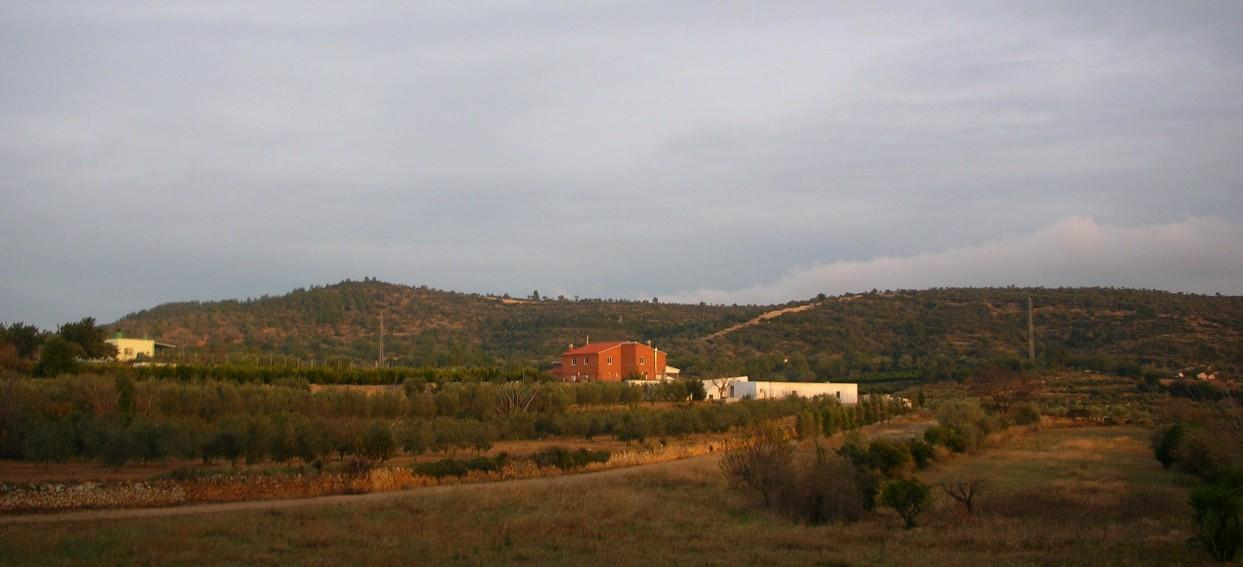
Serra de Montsià (Freginals).
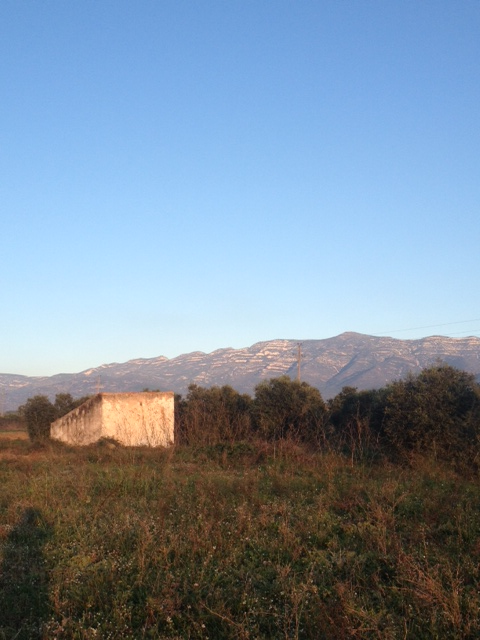
Serra de Montsià.